# Yotsuya
Yotsuya (四谷?) è un personaggio della serie manga e anime Maison Ikkoku - Cara dolce Kyoko, della mangaka Rumiko Takahashi. Il suo personaggio è doppiato in lingua giapponese da Shigeru Chiba, mentre in italiano prima da Angelo Maggi ed in seguito da Massimo Milazzo.

## Il personaggio
Yotsuya è il losco personaggio che occupa la stanza numero quattro della Maison Ikkoku, stanza che si trova al secondo piano ed è confinante a quella in cui abita Yūsaku Godai. I due appartamenti sono stati resi comunicanti da Yotsuya tramite un enorme buco sulla parete che, anche se riparato, Yotsuya continua a riaprire. Tramite questo passaggio Yotsuya si infila in camera di Godai a proprio piacimento. In effetti Yotsuya, ancor più degli altri inquilini (Ichinose e Akemi), rende la vita di Godai un vero inferno, disturbando continuamente i suoi tentativi di studiare, scroccando o rubando cibo e pasti, inventando storie su di lui o arrivando a mettere il ragazzo in cattiva luce agli occhi di Kyoko, essendo a conoscenza (come tutti del resto) dei sentimenti di Godai.
Il personaggio di Yotsuya è completamente avvolto nel mistero. Di lui non si sa praticamente nulla, neppure il nome, anche se in alcuni episodi, Yotsuya si è presentato usando nomi inventati come "Gorobe", "Kennosuke", "Tsuruji", "Kawada-cho" e persino "Philip Yotsuya-maru Chandler". Per diverso tempo rimarrà anche un mistero la professione di Yotsuya, finché non si scoprirà che l'uomo è in realtà un rappresentante e venditore di un particolare tipo di elastico da lui stesso inventato. In un album rinvenuto in soffitta, gli inquilini della Maison Ikkoku troveranno delle vecchie foto della pensione risalenti ad inizio secolo, ed in tutte le foto era riprodotto, fra gli altri, anche Yotsuya. Dopo aver pensato, in preda al panico, che Yotsuya fosse immortale, oppure una specie di demone centenario, si scoprirà che si tratta soltanto di parenti dell'uomo, tutti precedentemente residenti all'Ikkoku-kan. Il piccolo Kentaro Ichinose rimarrà comunque sempre piuttosto turbato dalla presenza di Yotsuya.

## Il nome
Il cognome Yotsuya (四谷), è il nome di uno dei quartieri di Tokyo e può essere tradotto letteralmente come "quattro valli". Il numero "4" è anche il numero della stanza all'interno della Maison Ikkoku in cui vive Yotsuya. Tuttavia l'ideogramma yon o yotsu (四) può anche essere pronunciato allo stesso modo di morte o dolore (shi; non a caso in Giappone il quattro è considerato un numero sfortunato), creando un parallelismo con il mistero che circonda il personaggio di Yotsuya.